# Eeea
Eeea is een plaats in Indonesië. Het is gelegen op het eiland Sulawesi in de provincie Zuidoost-Sulawesi.